# Lotilia graciliosa
Lotilia graciliosa är en fiskart som beskrevs av Klausewitz, 1960. Lotilia graciliosa ingår i släktet Lotilia och familjen smörbultsfiskar. Inga underarter finns listade i Catalogue of Life.